# Elsa Franganillo
Elsa Franganillo, també coneguda esportivament com a Paquita, (Lleó, 1956) és una exfutbolista catalana d'origen lleonès, considerada com una de les pioneres del primer equip femení del Reial Club Deportiu Espanyol i la seva primera capitana.
Amb quinze anys es presentà a la convocatòria per formar el primer equip femení del RCD Espanyol. Es presentaren més de cent jugadores i fou una de les futbolistes seleccionades. L'entrenador, l'històric jugador Julíà Arcas, la designà capitana de l'equip tot i la seva precocitat, i, per altra banda, s'inscrigué a les competicions amb el nom de Paquita, per tal d'evitar que els seus pares s'assabentessin. Amb el club blanc-i-blau competí durant set temporades (1971-78) i destacà la seva participació en el primer quadrangular de futbol femení a Catalunya, la Copa Pernod, que se celebrà el març de 1971. A la final, el RCD Espanyol guanyà per 2 a 1 al Penya Femenina Barcelonista al Camp Nou, davant de 30.000 espectadors. Setmanes després, també competí al primer Campionat de Catalunya (1971-72), on es proclamà campiona de la competició i fou la màxima golejadora del seu equip amb 31 gols. Disputà un partit amb la selecció catalana l'octubre de 1971.

## Palmarès
- 1 Campionat de Catalunya de futbol (1971-72)
- 1 Copa Pernod de futbol (1971)